# If You Don't Give a Doggone About It
"If You Don't Give a Doggone about it" (soletrado "Dogone" em seu lançamento original) é uma canção escrita e gravada por James Brown. Lançada como Lado-B do single de Brown de 1977 "People Who Criticize", alcançou o número 45 da parada R&B. Também aparece no álbum Mutha's Nature.